# Veseljka
Veseljka je žensko osebno ime.

## Izvor imena
Ime Veseljka je izpeljanka iz ženskega imena Veselka, odnosno iz moškega imena Veselko.

## Pogostost imena
Po podatkih Statističnega urada Republike Slovenije je bilo na dan 31. decembra 2007 v Sloveniji 12 oseb z imenom Veseljka.

## Osebni praznik
Veseljka lahko goduje taktat kot Veselka.